# Hoefijzerboog
De hoefijzerboog (Spaans: arco de herradura), ook sleutelgatboog of Moorse boog genoemd, is de meest kenmerkende boog uit de Moorse architectuur. De boog wordt hierbij van bovenaf ter hoogte van het kapiteel of de impost versmald naar binnen. Hoefijzerbogen kunnen zowel een afgeronde, een puntige als een gelobde vorm hebben.

## Geschiedenis

### Oorsprong
De hoefijzerboog kwam tot wasdom op het Iberisch Schiereiland, maar heeft een vermoedelijke oorsprong in Azië. Volgens de Spaanse archeoloog Manuel Gómez-Moreno zou deze mogelijk afkomstig zijn uit India of Mesopotamië. Zijn landgenoot archeoloog Leopoldo Torres Balbás vermoedde echter dat de Romeinen deze het eerst toepasten, geïnspireerd op afbeeldingen van dergelijke bogen bij Aziatische goden. De eerste voorbeelden in Romeinse gebouwen dateren van vóór de 2e eeuw. De introductie op het Iberisch Schiereiland zou volgens de Spaanse restaurator Vicente Lampérez y Romea samen kunnen hangen met joodse immigranten vanuit het Midden-Oosten, die ook later nog veel contacten onderhielden met Syrië en zo de boog meenamen naar Spanje. Ook in Noord-Portugal zijn enkele Visigotische kerkjes met hoefijzerbogen bewaard gebleven (Capela de São Frutuoso in Braga).

### Vroege voorbeelden
De eerste voorbeelden in Spanje zijn gevonden op steles in de regio Asturië uit de 2e eeuw. In de laat-3e- of vroeg-4e-eeuwse stadsmuur van León, in het noordwesten van Spanje, zijn resten gevonden van graven met deze kenmerkende boog en vermoed wordt dat zich hier een werkplaats heeft bevonden. Ook de aangetroffen boog van de Santa Eulalia de Bóveda in Lugo, die boven op een Romeins gebouw is gebouwd, wijst op een oorsprong in deze periode. Binnen de vroegchristelijke architectuur werd de boog ook al toegepast in de 4e-eeuwse Syrische doopkapel van Sint-Jacob van Nisibis.
De uiteindelijke vorm werd in de 5e eeuw tot hun belangrijkste stijlkenmerk ontwikkeld door de Visigoten in Spanje en van daaruit in Noord-Afrika. Vermoedelijk kwam deze stijl bij de Visigoten met name tot uiting nadat koning Reccared I in 587 overging op het katholicisme en de poort werd gebruikt als onderdeel van een kerkbouwprogramma.

### Islamitische architectuur
De Omajjaden namen de boog over en maakten deze tot een belangrijk stijlkenmerk van de islamitische architectuur. Het eerste gebouw waar licht hoefijzervormige bogen werden toegepast was de grote moskee van Damascus. De Omajjaden accentueerden de vorm en voegden de afwisselende kleuren toe om het effect van de boog te versterken. Dit komt goed naar voren in hun belangrijkste bouwwerk: de grote moskee van Córdoba. In de Tunesische grote moskee van Kairouan en de moskee van de Drie Poorten in dezelfde stad werd een wat meer puntige vorm van de hoefijzerboog toegepast. De Córdobaanse stijl verspreidde zich in de loop der tijd over het hele kalifaat en aangrenzende gebieden en werd overgenomen door de opvolgers van de Omajjiden, zoals de taifa's, de Almoraviden, de Almohaden en het Nisridische Koninkrijk Grenada. Echter, zowel de afgeronde, de puntige als de gelobde vormen van de hoefijzerboog werden toen toegepast, naast afgeleide vormen zoals drielobbige hoefijzerbogen en waaierbogen. De Mozaraben namen de boog eveneens over in hun bouwwerken.

### Latere toepassingen
Tussen de 12e en de 17e eeuw werd de boog op het Iberisch Schiereiland veel toegepast in de Spaanse Mudejarstijl. Tijdens de neo-moorse stijl vond de boog ook veel toepassing in synagogen en theaters in West-Europa en de Verenigde Staten. In India werd de boog veel toegepast in de Britse Indo-Saraceense stijl.